# Roger Chapman (submarinista)

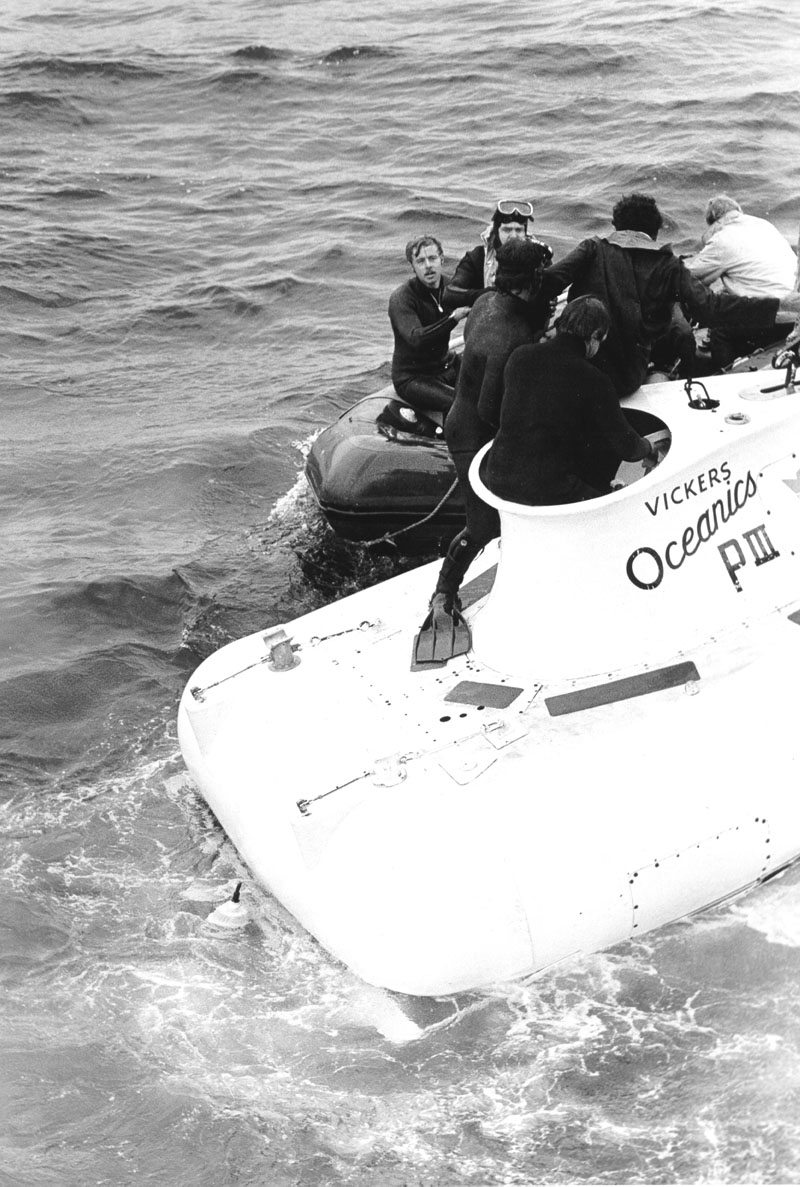
Uma equipe de mergulhadores especializados prestou assistência aos pilotos que foram salvos do submarino Pisces III.

Roger Ralph Chapman (29 de julho de 1945 – 24 de janeiro de 2020) foi um submarinista e empresário britânico que sobreviveu ao resgate submarino mais profundo e longo da história em 1973. Ele e outro submarinista, Roger Mallinson, ficaram presos em um pequeno submarino chamado Pisces III a uma profundidade de 480 metros por três dias, até serem resgatados com apenas doze minutos de oxigênio restante. Depois dessa experiência, Chapman fundou a empresa Rumic, que projetou e construiu o submarino LR5 para resgate submarino. Foi condecorado com a Ordem do Império Britânico em 2006 por serviços à navegação.